# Andacollo (Argentina)

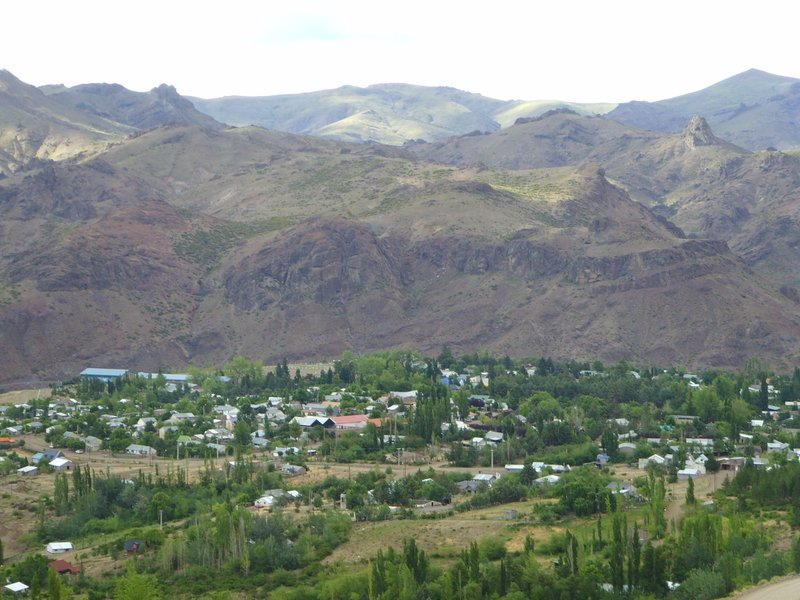
Andacollo, Neuquén, Argentina

Andacollo é uma cidade da Argentina, localizada na província de Neuquén.